# 香港2005年度授勳及嘉獎名單
香港2005年授勳名單，2005年7月1日於憲報刊登，共有273人獲頒授勳銜及作出嘉獎，這是香港回歸以來第8份授勳名單。授勳典禮於11月26日在禮賓府舉行。

## 授勳及嘉獎名單

### 大紫荊勳章
- 劉皇發議員，大紫荊勳賢，GBS，JP
- 蔣　震博士，大紫荊勳賢

### 金紫荊星章
- 馬　力議員，GBS，JP
- 吳清輝教授，GBS
- 呂志和博士，GBS，JP
- 楊永強醫生，GBS，JP
- 楊啟彥先生，GBS，JP
- 鄭海泉先生，GBS，JP
- 班　士先生，GBS（Mr. Eric Charles BARNES, G.B.S.）

### 金英勇勳章
- 黃世傑先生，MBG

### 銀紫荊星章
- 呂明華議員，SBS，JP
- 陳鑑林議員，SBS，JP
- 林宣武先生，SBS，JP
- 陳家樂先生，SBS，JP
- 朱幼麟先生，SBS，JP
- 余鵬春先生，SBS，JP
- 李焯芬教授，SBS，JP
- 周文耀先生，SBS，JP
- 香灼璣先生，SBS，JP
- 張達烱先生，SBS，JP
- 梁建邦先生，SBS，JP
- 梁家齊先生，SBS，JP
- 陳樹鍈先生，SBS，JP
- 楊家聲先生，SBS，JP
- 霍震寰先生，SBS，JP
- 鍾沛林先生，SBS，JP
- 羅致光博士，SBS，JP
- 羅樂秉先生，SBS，JP（Mr. Robert John Steen LAW, S.B.S., J.P.）
- 包陪慶教授，SBS
- 麥高義教授，SBS，SC（Professor Gerard McCOY, S.B.S., S.C.）

### 銀英勇勳章
- 黃　漢先生，MBS
- 譚堡明先生，MBS

### 紀律部隊及廉政公署卓越獎章
香港警察卓越獎章
- 梁流安先生，PDSM
- 黃栢年先生，PDSM
- 榮麗珊女士，PDSM（Ms. Barbara Rose WILLISON, P.D.S.M.）
- 霍萬軍先生，PDSM
- 任達榮先生，PDSM
- 紀非凡先生，PDSM（Mr. Barry Christopher GRIFFIN, P.D.S.M.）
- 郭志舜先生，PDSM

香港消防事務卓越獎章
- 譚志松先生，FSDSM
- 盧振雄先生，FSDSM

香港懲教事務卓越獎章
- 許德福先生，CSDSM

政府飛行服務隊卓越獎章
- 李鈎濟機長，GDSM

香港廉政公署卓越獎章
- 陳礎強先生，IDS

### 銅紫荊星章
- 黃英豪先生，BBS，JP
- 馬月霞女士，BBS，MH
- 伍步謙博士，BBS，JP
- 余錦基先生，BBS，JP
- 李思泌博士，BBS，JP
- 范佐浩先生，BBS，JP
- 范耀鈞教授，BBS，JP
- 馬清煜先生，BBS，JP
- 郭鍵勳博士，BBS，JP
- 陳玉樹教授，BBS，JP
- 陳品松先生，BBS，JP
- 陳清霞女士，BBS，JP
- 麥建琳先生，BBS，JP
- 蔡志華先生，BBS，JP
- 鄭陳靜玲女士，BBS，JP
- 黎時煖先生，BBS，JP
- 盧景文教授，BBS，JP
- 邊陳之娟女士，BBS，JP
- 釋智慧法師，BBS
- 王　坤先生，BBS，MH
- 周演森先生，BBS，MH
- 梁中昀先生，BBS，MH
- 丘世仁先生，BBS
- 吳能明先生，BBS
- 李文俊先生，BBS
- 林家聲先生，BBS
- 洪祖星先生，BBS
- 洪熾排先生，BBS
- 陳永堅先生，BBS
- 陳亨利先生，BBS
- 陳榮燦先生，BBS
- 陳耀莊先生，BBS
- 麥禮諾先生，BBS（Mr. Harry MACLEOD, B.B.S.）
- 馮陳秋敏女士，BBS
- 楊志紅女士，BBS
- 楊革新先生，BBS
- 劉唯邁博士，BBS
- 謝德富醫生，BBS

### 紀律部隊及廉政公署榮譽獎章
香港警察榮譽獎章
- 何兆榮先生，PMSM
- 呂志海先生，PMSM
- 呂貴海先生，PMSM
- 李照強先生，PMSM
- 卓振賢先生，PMSM
- 徐綺蓮女士，PMSM
- 馬維騄先生，PMSM
- 郭智思先生，PMSM（Mr. John Alan COX, P.M.S.M.）
- 黃志光先生，PMSM
- 黃維豐先生，PMSM
- 楊玉輝先生，PMSM
- 葉國富先生，PMSM
- 廖皓怡先生，PMSM
- 劉王春麗女士，PMSM
- 劉志強先生，PMSM
- 鄭仕廉先生，PMSM
- 鄭國平先生，PMSM
- 鄧耀祥先生，PMSM
- 穆理誠先生，PMSM（Mr. William Wallace MURISON, P.M.S.M.）
- 賴錦榮先生，PMSM
- 謝　強先生，PMSM
- 羅理義先生，PMSM（Mr. Kevin Hugh LAURIE, P.M.S.M.）
- 關美嬋女士，PMSM
- 嚴渭國先生，PMSM

香港消防事務榮譽獎章
- 何乃海先生，FSMSM
- 呂健忠先生，FSMSM
- 陳南奇先生，FSMSM
- 黃世銓先生，FSMSM
- 黃雄昌先生，FSMSM
- 蔡植華先生，FSMSM
- 謝銳釗先生，FSMSM
- 羅　雄先生，FSMSM

香港入境事務榮譽獎章
- 伍國偉先生，IMSM
- 江志明先生，IMSM
- 張展鴻先生，IMSM
- 彭建武先生，IMSM
- 溫少薇女士，IMSM
- 譚永賢先生，IMSM

香港海關榮譽獎章
- 王清廉先生，CMSM
- 梁光榮先生，CMSM
- 曾超俊先生，CMSM
- 謝高麗兒女士，CMSM
- 譚偉綸先生，CMSM
- 蘇源生先生，CMSM

香港懲教事務榮譽獎章
- 方　燕女士，CSMSM
- 李永康先生，CSMSM
- 徐紹基先生，CSMSM
- 陸耀文先生，CSMSM
- 麥志偉先生，CSMSM
- 傅成志先生，CSMSM
- 彭志強先生，CSMSM
- 譚兆明先生，CSMSM

政府飛行服務隊榮譽獎章
- 陳志培機長，MBB，GMSM

香港廉政公署榮譽獎章
- 霍熾昌先生，IMS
- 蘇炳雄先生，IMS

### 榮譽勳章
- 張煊昌博士，MH
- 張黃楚沙女士，MH，JP
- 劉智強先生，MH，JP
- 尹才榜先生，MH
- 李漢雄先生，MH
- 英汝興先生，MH
- 江澤濠先生，MH
- 何秀武先生，MH
- 李達仁先生，MH
- 林啟暉先生，MH
- 翁志明先生，MH
- 鄧振強先生，MH
- 蕭楚基先生，MH
- 葉　文先生，MH
- 鄭芷馨女士，MH
- 蘇樺偉先生，MH
- 方　俠先生，MH
- 王日橋醫生，MH
- 王富有先生，MH
- 朱志成先生，MH
- 朱茂琳女士，MH
- 余小蓮女士，MH（Ms. Irene Mary FISHER, M.H.）
- 吳連城先生，MH
- 李鄧綺蓮女士，MH
- 李錦賢先生，MH
- 李　靜先生，MH
- 官錦堃先生，MH
- 祁兆昌先生，MH
- 侯永昌先生，MH
- 柯達權女士，MH
- 韋基華先生，MH
- 孫國林先生，MH
- 袁銘志先生，MH
- 高禮澤先生，MH
- 張中棠先生，MH
- 張建發先生，MH
- 張栢枝先生，MH
- 張耀輝先生，MH
- 梁黃翠眉女士，MH
- 莫兆輝先生，MH
- 陳玉仁先生，MH
- 陳美蘭女士，MH
- 麥潤壽先生，MH
- 黃文傑先生，MH
- 黃建興先生，MH
- 黃帶喜先生，MH
- 溫冠新先生，MH
- 葉振都先生，MH
- 劉錫祺先生，MH
- 蔡六乘先生，MH
- 蔡少明先生，MH
- 蔡香生先生，MH
- 蔡馬愛娟女士，MH
- 鄭超傑先生，MH
- 鄭錦鐘先生，MH
- 戴　剛先生，MH
- 謝禮良先生，MH
- 鄺心怡女士，MH
- 鄺啟濤先生，MH
- 羅乃萱女士，MH
- 羅志雄先生，MH
- 羅鳳琼女士，MH
- 蘇千墅先生，MH
- 顧振華先生，MH
- Mr. Mohamed Alli DIN，MH

### 行政長官社區服務獎狀
- 周耀明先生
- 林發耿先生
- 陶桂英女士
- 麥美娟女士
- 馮美雲女士
- 黎少棠先生
- 龍瑞卿女士
- 文子安牧師
- 王惠芬女士
- 吳國俊先生
- 呂鳳鳴女士
- 李國華先生
- 李德權先生
- 林兆秀先生
- 林國強先生
- 姚加環先生
- 袁貴才先生
- 馬夏邐（英语：Shalini Mahtani）女士（Ms. Shalini MAHTANI）
- 張奕欽先生
- 張達良醫生
- 梁育榮先生
- 梁錦明先生
- 梁艷芬女士
- 許素珊女士
- 郭永強先生
- 陳立志醫生
- 陳克勤先生
- 陳秀燕女士
- 陳茂強先生
- 陳紹權先生
- 陳　章先生
- 陳蕊莊女士
- 陳權軍先生
- 麥志仁先生
- 馮翠屏女士
- 黃祐榮先生
- 黃偉旋先生
- 黃霖珍女士
- 溫國雄先生
- 葉松齡先生
- 葉振強先生
- 葉偉彰博士
- 潘蘊德女士
- 黎惠玲女士
- 蕭培友先生
- 錢　平醫生
- 龔煒姮女士

### 行政長官公共服務獎狀
- 吳偉平先生
- 呂國明先生
- 李愷欣女士
- 李道龍先生
- 姚潤笑女士
- 柯士鴻先生
- 唐寶開女士
- 袁永春先生
- 張梓樑先生
- 梁超彬先生
- 郭林懿軍女士
- 勞碧惠女士
- 馮秋貴先生
- 黃月娥女士
- 楊翠霞女士
- 葉天送先生
- 葉家輝先生
- 蔡永祥先生
- 鍾水朋先生
- 鍾徐素英女士
- 龐金來先生
- 羅秉正先生
- 關錦輝先生
- 蘇學禮先生